# Centre Henri Pousseur
Le Centre Henri Pousseur - Musique électronique / Musique mixte (anciennement Centre de recherches et de formation musicales de Wallonie) a été fondé à Liège en 1970 par Henri Pousseur et Pierre Bartholomée. Le changement de nom du Centre est intervenu dans le courant de l'année 2010 à l'initiative de Stéphane Ginsburgh.
Pascal Decroupet en est le directeur de  1996 à 2001, ensuite  Marie-Isabelle Collart et Claude Ledoux lui succèdent. Entre novembre 2005 et janvier 2010, la direction artistique est assurée par Arne Deforce, et de février 2010 à décembre 2013 par Stéphane Ginsburgh, tous deux conjointement avec Marie-Isabelle Collart. Entre 2015 et 2022, le Centre Henri Pousseur est exclusivement dirigé par Stijn Boeve. Depuis août 2022, Stefan Hejdrowski en assure la direction générale. 
Le Centre s'est spécialisé dans la création d'œuvres de musique électronique, de musique mixte, une tradition qui lui est propre. Il accueille les projets dans ce domaine de créateurs de la Communauté Wallonie-Bruxelles, travaille avec les autres Communauté belges ainsi qu'avec les pays étrangers. Il cherche aussi à diffuser les œuvres qu'il aide avec le concours de la Communauté Wallonie-Bruxelles.
Le Centre organise également un festival annuel, le festival Images Sonores, dont le but est de servir de vitrine aux œuvres créées avec le concours du Centre.
Les activités du Centre Henri Pousseur sont réalisées avec l'aide du Ministère de la Communauté Wallonie-Bruxelles - direction générale de la culture, service de la musique.